# Fort Hays
Fort Hays, anciennement Fort Fletcher, est un fort de l'armée américaine situé près de Hays au Kansas. Actif de 1865 à 1889, il est un poste frontalier important pendant les guerres indiennes de la fin du XIXe siècle.
Rouvert comme un parc historique en 1929, il est maintenant exploité par la Société historique du Kansas (en) comme le Fort Hays State Historic Site.
La garnison du Fort Hays a notamment vue passer les commandants Nelson Miles et Philip Sheridan.
Fort Hays est un décor ou lieu de tournage des films Une aventure de Buffalo Bill (1936) et Danse avec les loups (1990), du film télévisé Stolen Women: Captured Hearts (1997) et de la série télévisée Custer (1967). L'université d'État de Fort Hays est nommée d'après le fort.